# فقه

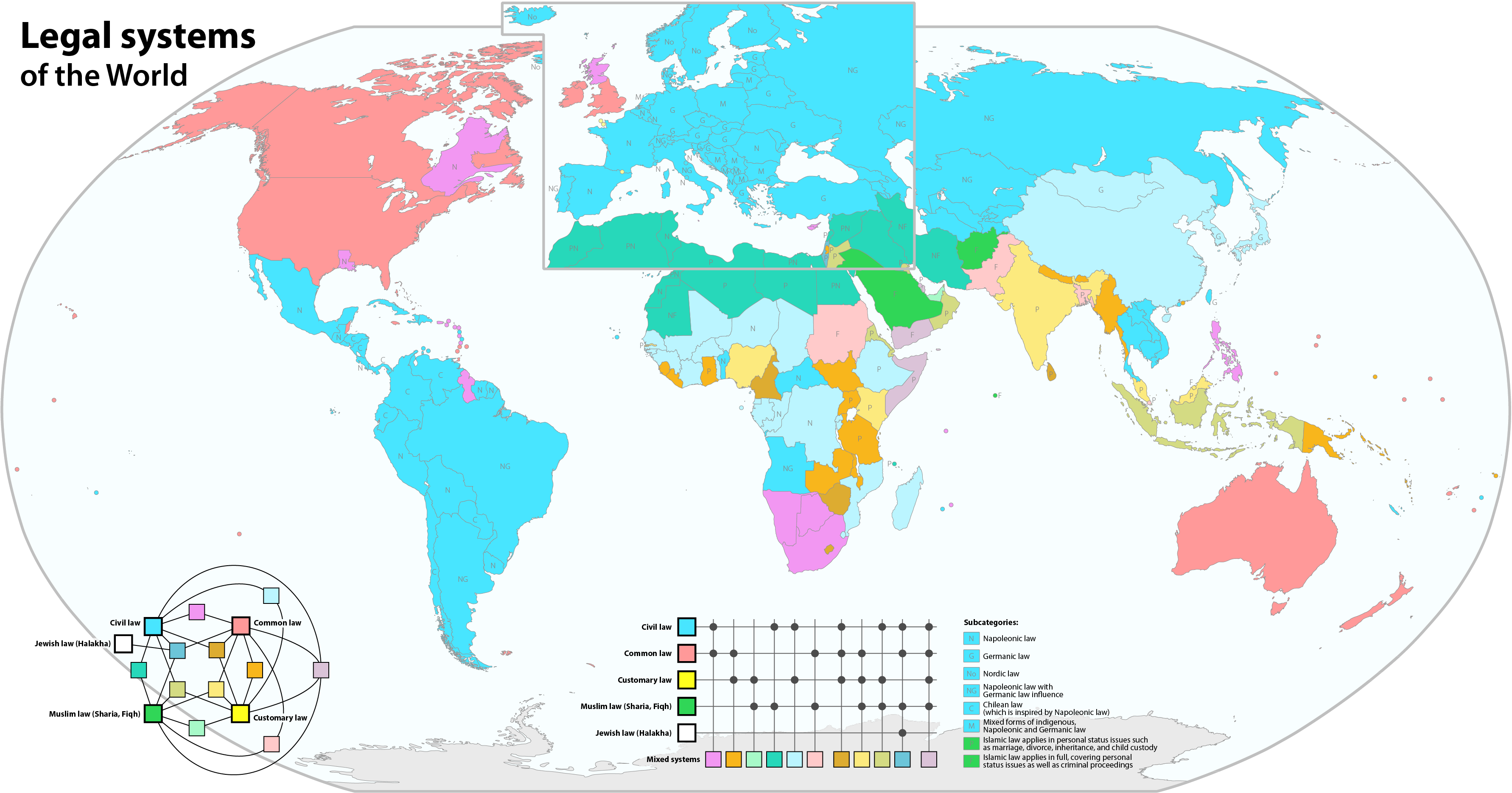
نقشهٔ نظام‌های حقوقی مختلف جهان: آبی: رومی-ژرمنی قرمز: کامن‌لا زرد: ترکیب کامن‌لا و رومی–ژرمنی سبز: حقوق اسلامی (شریعت، فقه) سفید: هلاخا (قوانین شریعت یهود)

فِقه یک نظام حقوقی در کشورهای اسلامی است که تعریف آن، دانش به احکام شرعی فرعی از ادلهٔ تفصیلی است.
تعریف معروف: فقه در اصطلاح عبارت است از: روشی که به‌وسیلهٔ آن احکام شرعی را از ادلهٔ تفصیلی به دست می‌آوریم. «دلایل تفصیلی» از نظر علمای مسلمان سنی عبارتند از: قرآن، سنت، اجماع و قیاس و در شیعه عبارتند از: قرآن، سنّت، اجماع و عقل.

## توضیح
احکام شرعی، دو دسته‌اند:
- احکام اصلی: باورهایی که یک فرد مسلمان از طریق استدلال عقلی آن‌ها را به دست می‌آورد. این باورها را مسلمانان در دانش کلام بررسی می‌کنند.
- احکام فرعی: بخش عمدهٔ آن نحوهٔ انجام مناسک دینی و مناسبات اجتماعی است و بخش دیگر آن که احکام فقهی نام دارد به هر کاری یکی از پنج حکم فقهی را نسبت می‌دهد؛ که مسلمانان آن را در دانش فقه بررسی می‌کنند.[۳]

برای به دست آوردن احکام (اعم از اصلی و فرعی) به‌کارگیری علوم مختلفی لازم است، که از آن‌ها به عنوان مقدمات اجتهاد نام می‌برند.

### توضیحاتی در مورد تعریف معروف
قید «شرعی»، احکام عقلی (مانند احکام مطرح در فلسفه)
قید «فرعی»، مسائل اعتقادی و اصول عقاید (که در علم کلام مطرح است)
قید «تفصیلی»، علم مقلِّد به احکام از تعریف فقه خارج می‌شود؛ زیرا مقلّد ممکن است عالم به احکام باشد، اما علم او ناشی از دلیل تفصیلی و خاص هرکدام از احکام نیست، بلکه از یک دلیل اجمالی - یعنی «حجیت رأی مجتهد برای او در تمام احکام» - سر چشمه می‌گیرد، ولی مجتهد عالم به احکام با استناد به ادلّهٔ تفصیلی آن‌ها است.

## واژه‌شناسی
واژه فقه به معنی فهم است اما از آنجا که مسلمانان علم و فهم از دین را شریف‌تر از سایر علوم می‌دانسته‌اند، فقط فهم دین را فقه نامیده‌اند و این‌گونه بود که اصطلاح علم فقه به وجود آمد.